# Gare de Barenton-Bugny
Gare de Barenton-Bugny vasútállomás Franciaországban, Barenton-Bugny településen.

## Vasútvonalak
Az állomást az alábbi vasútvonalak érintik:
- La Plain-Hirson-vasútvonal

## Kapcsolódó állomások
A vasútállomáshoz az alábbi állomások vannak a legközelebb:
- Gare de Laon
- Gare de Verneuil-sur-Serre